# نيملوت هرموبوليس
كان نيملوت حاكماً مصرياً قديماً ("ملك") لهرموبوليس خلال الأسرة الخامسة والعشرين.

## سيرة شخصية
من المحتمل أن يكون نيملوت ابن الملك أوسوركون الثالث من الأسرة الثالثة والعشرين، ومن المرجح أنه تم تنصيبه حاكماً على هيرموبوليس من قبل هذا الملك، حوالي 754 قبل الميلاد. نصب نفسه ملكًا حوالي عام 749 قبل الميلاد.
في وقت حكم نيملوت، كان الملك الكوشي بعنخي يشن حملة غزو ضد مصر الوسطى والسفلى (729-728 قبل الميلاد). في البداية، كان نملوت حليفًا / تابعًا لبعنخي، لكنه انسحب لاحقًا وانضم إلى التحالف بقيادة تف ناخت. تسبب هذا في رد فعل بعنخي الفوري: سار شمالًا وحاصر هرموبوليس حتى استسلام نيملوت. بعد الاستيلاء على المدينة، كان على نيملوت أن يثني على بعنخي كتعويض عن انشقاقه، بما في ذلك حصان وسيستروم ثمينة؛ بعنخي، وهو عاشق كبير للخيول، أصيب بخيبة أمل شديدة أيضًا عندما وجد إسطبلات نيملوت في حالة سيئة، ووبخه بشدة بسبب الإهمال.
بعد استسلام نيملوت، أصبح الوضع أكثر ملاءمة لبعنخي، وتمكن من هزيمة تحالف تف ناخت. نيملوت، على لوحة نصر بغنخي، هو أحد ملوك الدلتا الأربعة الذين أخضعهم الغازي النوبي - والآخرون هم إيوبوت الثاني من ليونتوبوليس، وأوسركون الرابع من تانيس، وبفتجاويباست من هيراكليوبوليس؛ من بين المجموعة الرباعية، تم تصوير نيملوت واقفًا بدلاً من الركوع، حيث اختاره بعنخي كمحاور، بينما اعتبر الآخرون "نجسًا"، لأنهم أكلوا السمك. أعاد باي تأكيد اتهامات نيملوت قبل عودة الأخير في الجنوب.
في وقت لاحق، حوالي 725 قبل الميلاد، خلف نيملوت جحوتي محات.
لا ينبغي الخلط بين نيملوت وخليفته اللاحق المسمى نيملوت E (أو لامينتو في اللغة الأكادية) الذي كان يحكم مدينة هرموبوليس عندما غزا الآشوريون بقيادة آشوربانيبال مصر في 667/666 قبل الميلاد.